# Philadelphia (film)
Philadelphia is een Amerikaanse dramafilm uit 1993 onder regie van Jonathan Demme. De productie werd genomineerd voor vijf Academy Awards, waarvan het die voor beste acteur (Tom Hanks) en beste filmlied (Streets of Philadelphia van Bruce Springsteen) daadwerkelijk won. Daarnaast won de film Golden Globes in dezelfde categorieën, de Zilveren Beer van het Filmfestival van Berlijn 1994 (voor Hanks) en een Grammy Award (voor Springsteen),
Van de film verscheen een album met filmmuziek Philadelphia (Music from the motion picture). Neil Young schreef de titelsong Philadelphia. Andere bekende artiesten die meewerkten waren bijvoorbeeld Bruce Springsteen en Peter Gabriel.

## Verhaal
Andrew Beckett (Tom Hanks) is een jonge, succesvolle advocaat die werkt bij een gerenommeerd advocatenkantoor in Philadelphia. Van de vennoten krijgt hij een belangrijke zaak toegewezen en hij werkt hier vol overgave aan. Echter, op hetzelfde moment zijn de eerste verschijnselen van de levensgevaarlijke ziekte aids zichtbaar geworden: hij heeft wondjes op zijn gezicht. Een van zijn bazen herkent deze verschijnselen, omdat hij ze eerder zag bij iemand die besmet was met aids. Buiten Becketts schuld raakt vervolgens vlak voor de deadline van een rechtszaak de conclusie zoek. Beckett krijgt de schuld in zijn schoenen geschoven en wordt enkele dagen later ontslagen, omdat hij in de betreffende zaak incompetent gehandeld zou hebben. 
Beckett pikt dit niet en vermoedt dat zijn ontslag een andere reden heeft. Daarom klopt hij aan bij de homofobe advocaat Joe Miller (Denzel Washington). Beckett was voor Miller al naar negen andere advocaten gegaan, die hem allemaal als cliënt geweigerd hadden. Ook Miller weigert in eerste instantie Beckett als cliënt aan te nemen, maar wanneer hij ziet dat Beckett in een bibliotheek wordt behandeld als een paria bedenkt hij zich.
Levensgezel Miguel Alvarez (Antonio Banderas) speelt een belangrijke rol in het dramatisch verlopende leven van Andrew Beckett.

## Rolverdeling
| Acteur                 | Personage         |
| ---------------------- | ----------------- |
| Tom Hanks              | Andrew Beckett    |
| Denzel Washington      | Joe Miller        |
| Roberta Maxwell        | Rechter Tate      |
| Mary Steenburgen       | Belinda Conine    |
| Buzz Kilman            | Crutches          |
| Karen Finley           | Dr. Gillman       |
| Jeffrey Williamson     | Tyrone            |
| Charles Glenn          | Kenneth Killcoyne |
| Ron Vawter             | Bob Seidman       |
| Anna Deavere Smith     | Anthea Burton     |
| Stephanie Roth Haberle | Rachel Smilow     |
| Lisa Talerico          | Shelby            |
| Joanne Woodward        | Sarah Beckett     |
| Jason Robards          | Charles Wheeler   |
| Robert Ridgely         | Walter Kenton     |
| Chandra Wilson         | Chandra           |
| Ford Wheeler           | Alan              |
| David Drake            | Bruno             |
| Peter Jacobs           | Peter / Mona Lisa |
| Antonio Banderas       | Miguel Alvarez    |
| Paul Lazar             | Dr. Klenstein     |
| Bradley Whitford       | Jamey Collins     |
| Lisa Summerour         | Lisa Miller       |
| Warren Miller          | Mr. Finley        |
| Lauren Roselli         | Iris              |
| Jane Moore             | Lydia Glines      |
| Joey Perillo           | Filko             |